# El detectiu Culet
El detectiu Culet (おしりたんてい, Oshiri Tantei) és una franquícia japonesa creada per Troll, pseudònim de l'escriptora Yoko Tanaka (1976) i el dibuixant Masahide Fukasawa (1981) que ha donat lloc a diferents mangues, animes i novel·les il·lustrades.
El manga segueix un detectiu amb una aparença molt peculiar i divertida, el detectiu Culet, que resol misteris quotidians. Amb les seves deduccions recorre els carrers de la seva ciutat, al Japó, per resoldre petits misteris.

## Obra

### Anime
El 31 de maig de 2017, el compte oficial de Toei Animation de Twitter va anunciar un anime d'El detectiu Culet. Es va estrenar el 3 de maig de 2018 i després d'emetre's durant tres setmanes consecutives a la Televisió Educativa NHK, la decisió d'emetre una nova temporada es va anunciar el 5 de maig, i la sèrie va emetre's durant set setmanes consecutives del 14 de juliol al 25 d'agost. L'anime va ser narrat per Ikkei Watanabe.
El 19 de setembre, es va anunciar que s'emetria regularment i va començar a emetre's per NHK E l'1 de desembre. La tercera temporada es va començar a emetre el juliol de 2019. La quarta temporada es va començar a emetre l'abril de 2020. La cinquena temporada es va començar a emetre l'abril de 2021.

### Àlbum il·lustrat
En català han arribat els dos primers volums de la novel·la il·lustrada per part de Beascoa, segell editorial de Penguin Random House.
| Volum | Títol                                                 | Publicació             | ISBN                   | Publicació             | ISBN                |
| --- | ----------------------------------------------------- | ---------------------- | ---------------------- | ---------------------- | ------------------- |
| 01 | El detectiu Culet                                     | 6 d'octubre de 2012    | ISBN 978-4-591-13090-2 | 15 de novembre de 2018 | ISBN 978-8448851385 |
| En aquesta primera entrega, algú ha robat els dolços de la botiga de llaminadures i el detectiu Culet ha de recórrer la ciutat per descobrir el culpable. |                                                       |                        |                        |                        |                     |
| 02 | El detectiu Culet: A la recerca del diamant de colors | 10 de setembre de 2013 | ISBN 978-4-591-13587-7 | 28 de març de 2019     | ISBN 978-8448852221 |
| A la recerca del diamant de colors es la segona entrega d'aquesta sèrie trepidant, en què el Detectiu Culet s'enfronta a un doble repte: el segrest de la filla del seu client i el misteri del diamant de colors, la recompensa que exigeix el segrestador a canvi d'alliberar-la. |                                                       |                        |                        |                        |                     |